# Changes
Changes (på dansk: forandringer) er en bog skrevet af Danielle Steel. I 1991 blev bogen filmatiseret af instruktør Charles Jarrott. 

## Handling
Melanie Adams er nyhedsjournalist på amerikansk tv og er alene med sine to teenage tvillingepiger. I forbindelse med sit arbejde hører hun om en lille pige, der har dårligt hjerte. Man vil lave en dokumentarfilm om pigen og Melanie opsøger Dr. Peter Hallam, der er hjertespecialist. Sød musik opstår.

## Medvirkende i filmen
- Cheryl Ladd – Melanie Adams
- Michael Nouri – Peter Hallam
- Christie Clark – Valerie Adams
- Rene O`Corner – Jessica Adams
- Christopher Gartin – Mark Hallam
- Ami Foster – Pam Hallam
- Joseph Gordon-Lewitt – Matt Hallam
- Randee Heller – Carol Kellerman
- Cynthia Bain – Marie Dupres
- Charles Frank – Brad Buckley
- James Sloyan – Paul Stevenson
- Luis Avalos – Ray
- Liz Sheridan – Mrs. Hahn
- Betty Carvalho – Raquel

## Eksterne Henvisninger
- Changes på Internet Movie Database (engelsk)
- Changes i Svensk Filmdatabas (svensk)
- Changes på The Movie Database (engelsk)